# Othmar Schoeck
Othmar Schoeck (Brunnen, Suíça, 1 de setembro de 1886 – Zurique, Suíça, 8 de março de 1957) foi um compositor suíço do século XX. Foi aluno de Max Reger e exerceu como diretor de orquestra em São Galo (1917-1944). Sua obra, de estilo pôs-romântico e neoclássico, abarca obras sinfônicas – concerto para violino (1911/12), concerto para violoncelo (1947), concerto para trompa (1951) –, de música de câmara, entre elas mais de 400 lieder (canções): Elegie (1922/23), Lebendig begraben (1927), Notturno (1933), obras religiosas e para a escena, Venus (1922), Penthesilea, 1927; Massimilla Doni, (1937), Schloss Dürande (1943).

## Links externas
- Othmar Schoeck – uma biografia de 2009 do compositor por Chris Walton.
- Othmar Schoeck Site
- Karadar entry on Othmar Schoeck
- Othmar Schoeck String Quartet No.1 in D Major, Op.23-Sound-bites and short bio
- Obras de Othmar Schoeck no International Music Score Library Project